# 世界交通史
在人類發展歷史的上古時代中，世界各地民族之間的互動以及對外交通就遠遠超越今日的人們對他們所理解之程度並且還更加頻繁，然而古代人們也並沒有因為交通工具的簡陋就因此讓他們活動範圍縮小或侷限在一個區域，相反的他們的活動範圍若與今日現代化國家與民族之間的互動往來相比較的話，事實上古代各個民族間往來交流也不會差到哪裡去；即使是與西亞、地中海文明區相隔甚遠的中國文明，於上古時代與西方世界交通也是不受天然屏障的局限。
實地的研究古代各個文明的發展路程會發現古代各地的民族並不是各自完全獨立發展他們各自文化的，從很多考古遺物顯示出他們彼此之間是有相互影響的訊息，縱然與今日世界各國交通發達相比較下，或許古代各地沒有那麼活絡，但是他們還是有往來交通的痕跡，從這裡可以得知古代民族的交通狀況即是今天歷史學界應該亟待暸解的一個課題，由交通史的研究能夠找到許多現代歷史著作中它們所缺漏與忽略的部分。而這裏主要以中國歷史為主要闡述重點，並且連結中國文明與西方文明、印度文明交通為主要的敘述方向，並試圖找出中國與美洲來往、哥倫布到達美洲之前歐洲與美洲的來往紀錄，闡述其各自對外交通。
這裏不論述戰爭引起的交通，只純粹探討和平時期交通狀況。主要採用考古出土史料文物、文獻紀錄來剖析民族交通的概況，並輔以其他各民族之間的往來狀況所遺留的疑點來參考，以此管窺古代民族交通與文化交流的情形。以下章節分段以發源地、主要根據地對外界交通為主要劃分標準，因此即使有跨越歐亞非三洲的帝國，即以其發源地當做基準。

## 概念
世界是一個整體，雖然地球上各個文明都有各自的特點，但是文明之間彼此卻互有往來並且相互影響。

## 亞洲地區
亞洲可以說是人類主要文明的最大發祥地，東亞的中國、南亞的印度、西亞的美索不達米亞等等古老文化都主要發生在亞洲，因此探討世界交通史亞洲最應該詳加介紹。

### 中國與各地交通史
至少在15世紀之前的中國，其科技地位、國家財富、文化成就一直都是舉世獨步的，幾無能有其他文明可以撼動其地位，相對的世界其他民族對中國的交通便是趨之若鶩。歷史上著名的絲路就是中外交通史上最具意義的交通路線；然而中國對世界貢獻並非單單只有絲綢或絲綢的製作技術而已，事實上中國人對世界文明貢獻很多；此外中國人與高加索人種的往來更可以追溯到殷商時代出土的白種人遺骸可以得知，因此早在上古時代的中國就有不同民族往來的遺跡紀錄。

#### 殷商的遺跡
古代的中國地區事實上就有不少高加索人種在中國境內出現的紀錄與證據，尤其在早期沒有所謂的國土疆域的界線下，民族之間的往來可以說是相當的容易，而從這些史料可以發現到中國古代對外交通的發達狀況，所以說中國文明並非是孤立在東亞地區自行發展。
從相關的考古挖掘紀錄與成果發現到最早在殷商時代中，殷商帝王墓就發現到高加索人（白種人）、美拉尼西亞（Melanesia）人的骨骸；從這個人種特徵的發現讓人們知道當時蒙古人種與高加索人種的民族之間互動狀況，但是這些白種人怎麼來的、目的是什麼就不得而知。
有學者認為上古時代的中國事實上是黃種人與白種人民族彼此交錯在相同的地理環境的，不過目前此說法證據不足。
此外關於其他中國有高加索人種出沒的證據還有：考古工作者也在秦始皇陵與位於今天青海省的漢代陵墓發現到高加索人的遺骸，由此又得知早期中國有與外地互動的紀錄。
其次，古代的中亞地區事實上一直都是文明傳播的通道以及聯繫紐帶，中亞的遊牧民族充分扮演文化交流的角色。

#### 周穆王西行
關於西周穆王西行的紀錄可以見於《穆天子傳》、《竹書紀年》。

#### 中國絲綢遠至希臘
古希臘人的賽里斯（Seres）國事實上是一個完全模糊不清的概念。在古希臘時代，中國製的絲綢就已經通行到歐洲巴爾幹半島，由於當時的希臘人向斯基泰人（Scythians）貿易所獲得這項商品，使得希臘人對於絲綢的來源產生諸多猜測，他們也將生產絲綢國度稱之為賽里斯國。然而在上古時代也唯有中國人才會生產絲綢的；相傳最早的絲是由嫘祖發明養蠶技術而將蠶絲抽取出來製成絹帛的一項發明，因此古代中西貨物的交通已經可以從中國到希臘。

#### 漢朝與西域的交通
漢朝與安息（波斯）的交通往來直接的結果就是文化交流與貿易，其中中國的一些產物如：絲綢、桑樹、黃連、桃、樟腦、肉桂、梨、生薑、茶葉、陶瓷也經過波斯轉運印度西方各地。而中國在對西域的交流中，也因文化交流的關係產生一些外來語，如：獅子、葡萄。
然而有學者認為張騫通西域所帶回來的葡萄的發音是希臘文Bστρυξ的譯音；而中國流傳的海馬葡萄鏡是希臘文化的遺制。

#### 唐朝對周边国家的关系
中國在漢朝即有和西域諸國交通往來，到了唐朝與外界交通更是頻繁；當時的日本曾經招攬大批唐人移居歸化日本。

#### 宋朝對外貿易
南宋時期，由於商業的發展以及當時朝廷為了解決財政問題，因而對外貿易佔了很重要的地位，也因為如此促進了文化交流與傳播；此外南宋時代的造船業也有蓬勃的發展，而且船上陪配有指南針以利航行。

#### 明朝瓷器輸往東非
明朝最著名的鄭和下西洋讓中國人足跡遠達東非一帶，甚至打通了中國與非洲貿易的路線，東非海岸沿線發現不少明代瓷器，這些瓷器不少產自於景德鎮，中國瓷器也由東非轉運自歐洲。

#### 古代中國人到達美洲
根據1965年祕魯出土的銅人像，手上的石牌刻有“武當山”字樣，除了祕魯，在波利維亞、墨西哥也有中國文物出土；美洲目前在考古學與歷史學上還有很多謎團，而且難以解釋也相當古怪，像是美洲出土中國文物中還曾經有：“大齊田人之墓”、“木武本”、“太歲”、“明月松間照”等等漢字字樣。在厄瓜多還有挖到王莽時代的古錢幣。此外美國東岸也發掘出一面明朝“宣德金牌”，其上鑄有“大明宣德委錫”六字，以此證明中國似乎與美洲有些微往來，但是這些仍然無法說明中國與美洲直接往來交通。還有即使出土一面宣德金牌也不能夠證明鄭和曾經到達美洲大陸，只能採取保留態度以中國文物曾經流傳到美洲來看待。

### 波斯對外交通
波斯帝國在古代文明史上是佔有一定的影響地位，由於其領土東可通往中國、印度；西可通往歐洲，很明顯的是歐亞之間的一個橋樑。

#### 波斯與中國的交通
波斯在中國漢代就有與其往來紀錄，漢朝時候稱他們為安息。在彼此的往來當中波斯對中國文化也具有一定的影響力，像是波斯樂器琵琶、嗩吶傳入中國，成為中國傳統樂器之一；而波斯曾經向中國進貢獅子，中國語言中的“獅”其原始發音來自波斯。
東漢明帝時期，曾經派前甘英出使西域，甘英曾經抵達安息（波斯）西邊邊境，並且了解海西還有大秦（羅馬）的文明大國。
魏晉南北朝時代中國地區和波斯的交通更加頻繁。

### 阿拉伯對外的交通
古代阿拉伯人擅長經商，因此他們經常通行於歐亞之間，擔任著文化交流與傳播者的角色。

#### 阿拉伯與中國的交通
漢朝時代就已經知道有阿拉伯地區，當時被稱為“條支”。阿拉伯人在中國南宋時期就經由海路與中國貿易通商。

## 歐洲地區
歐洲在上古時代是文明的接納者，克里特島據目前歷史資料的認定是最早有文化活動的地點，而此地的文化也是來自美索不達米亞與古埃及地區。歐洲由於海岸線曲折，因此海上貿易就成為一個重要的行業。

### 羅馬帝國對外交通

#### 古羅馬遣使中國
中國史書上有曾經記載的大秦王安敦派使出使中國的紀錄是來自《後漢書·西域傳》所記載的歷史事件，當時被中國史書稱之為“大秦王安敦”的古羅馬皇帝安東尼·庇烏斯（Anthonius Pius.）曾派遣使者取道當時稱之為日南（今越南）的地方來朝貢，然而這段歷史並不見於羅馬史書記載。

#### 拜占庭帝國對外交通
1945年在甘肅武威出土的拜占庭金幣即可表示出歷史上大唐帝國與拜占庭帝國之間雖然沒有政治上直接的接觸，但是確有間接接性質的往來，還有新疆、寧夏亦有拜占廷金幣的出土，因此從這些證據可以看出當時拜占庭經濟也有稍微影響中亞附近地區。印度與錫蘭島也有出土大量拜占廷金幣，因此從這些出土文物來看，古代歐洲與東方世界並沒有完全獨自發展，而是仍有交通往來，拜占廷的貨幣也影響到南亞。

### 歐洲與其他地區交通

#### 維京人的對外探訪
西方的學者曾經在新疆地區進行過考古挖掘，並且找出了古代維京人遺骸。

#### 比哥倫布早先到達美洲的民族
哥倫布並非第一個到達美洲的歐洲人，有證據顯示北歐的維京人以及居住於西班牙的少數民族巴斯克人（Basque）已經比哥倫布先到達美洲。

## 非洲地區
非洲地區對外交通狀況唯一能夠闡述也只有古埃及這一個文明，因為當上古時代的非洲，唯一有文明的誕生只有在北非尼羅河流域，其他地區都多處於是原始蠻荒狀態。

### 古代腓尼基人的環繞非洲一圈
腓尼基人在歷史上最著名的就是他們的航海技術相當發達，根據古希臘著名歷史學家希羅多德（Herodotus）記載指出，埃及法老尼科曾經派遣他們繞行非洲；而腓尼基人一共花了三年時間突破重重困難完成任務，比後代葡萄牙人要早了2000多年。

### 古埃及與南美交通
事實上這個關於〝古埃及蘆葦船跨越大西洋到達南美洲〞的論點，它是由上個世紀挪威的人類學家托爾·海爾達（Thor Heyerdahl）所提出來的假說。他認為古埃及與南美地區的的喀喀湖原住民使用的蘆葦船型制一模一樣。於是海爾達為了證明這個假說，他便以重新模擬古代埃及蘆葦船方式橫渡大西洋，並且也已經證明古埃及蘆葦船確實能夠到達南美洲。但是古埃及人曾經到美洲這項說法目前仍然顯的薄弱。

## 美洲地區
事實上以今天歷史學比較主要的看法是認為美洲地區的文明事實上是一直處在孤立的地位自行發展，由於美洲東有大西洋、西有太平洋來隔離歐亞非大陸，因此這個地區的文明與外界交通要到哥倫布到達這裡之後，此地才有與歐洲文明接觸的歷史，不過根據近人考古挖掘發現美洲大陸有羅馬、維京的古文物，這點對於世界史的研究上產生很重要的一個課題。

### 南美對外交通
這項說法也是海達爾的假設，他認為玻里尼西亞（Polynesia）人士來自於南美洲的祕魯，不過這項說法仍然證據薄弱。